# The World At Night
A The World At Night (Twan) egy olyan nemzetközi projekt, amelyben a természetfotósok bemutatják az éjszakai égboltot különböző természeti, kulturális és történelmi helyszíneken világszerte, jó minőségű képeken és videókon. A projekt béketeremtő üzenete "One People, One Sky" - "Egy nép, egy égbolt". A Twan célja az, hogy új látásmódon keresztül mutassa be élő bolygónkat, a Földet, és az emberiséget is, amely egy nagy család az éjszakai égbolt alatt.

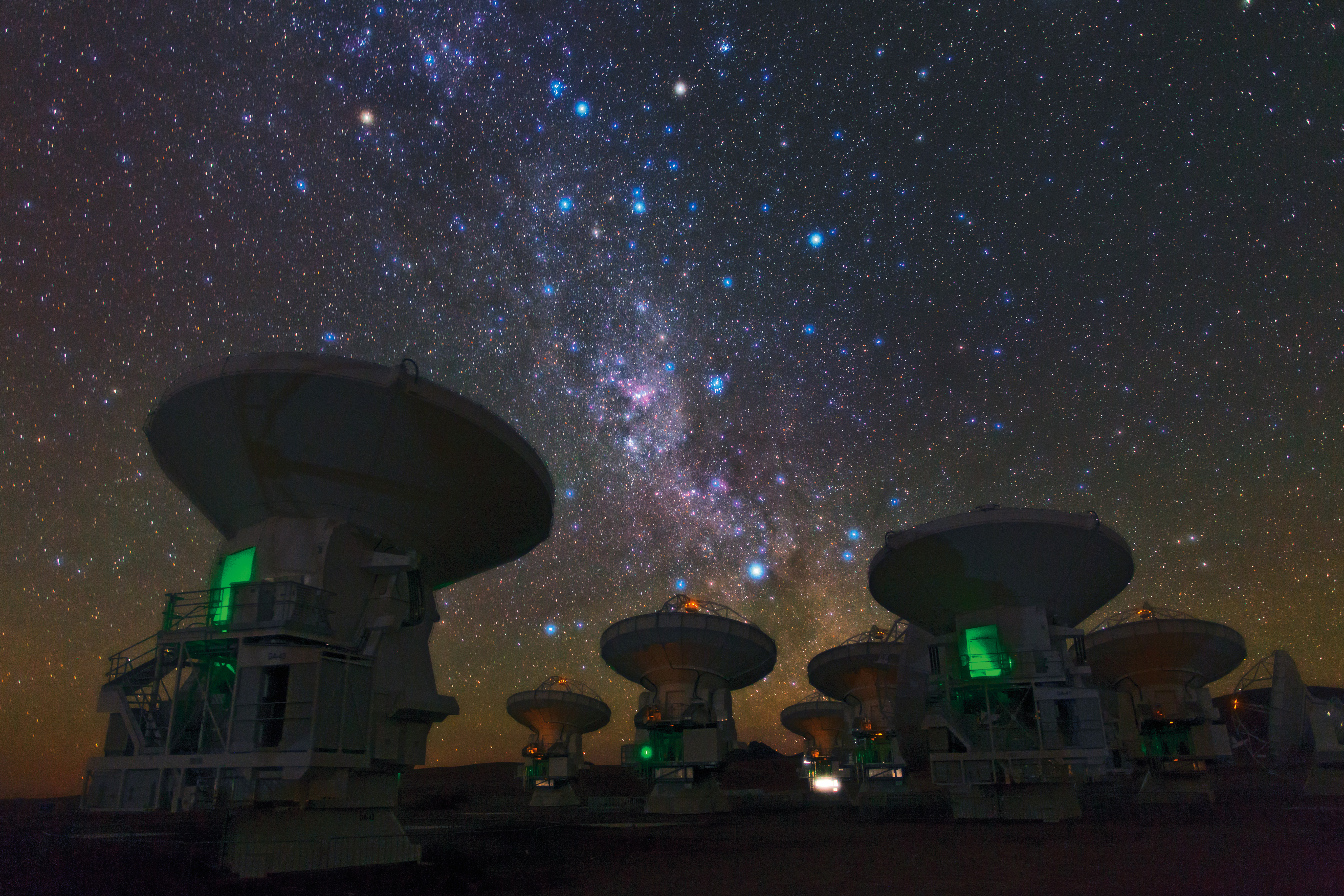
Babak Tafreshi képe (TWAN)

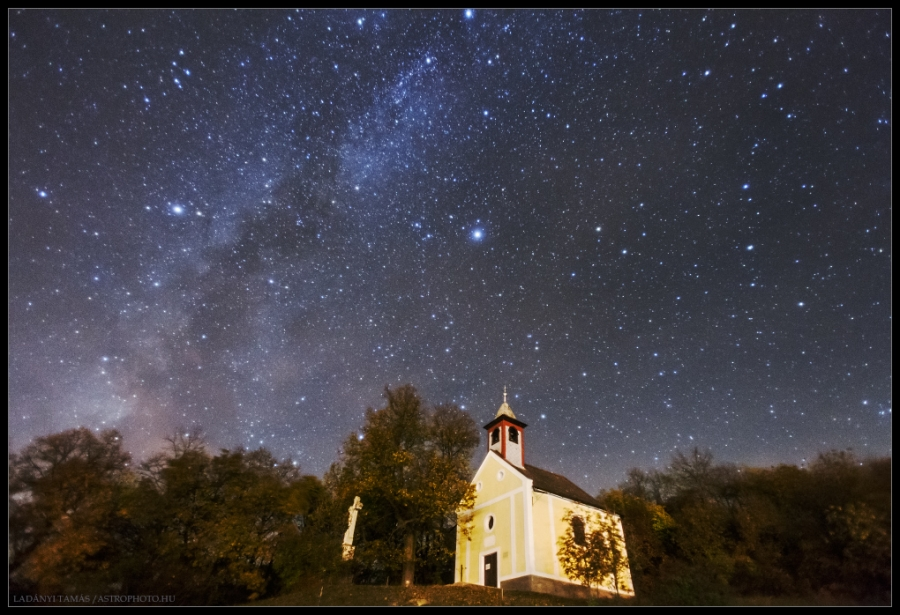
Ladányi Tamás asztrofotója (TWAN)

## Története
A projekt 2009-ben a Csillagászat Nemzetközi évében indult útjára, az UNESCO és a Nemzetközi Csillagászati Unió (IAU) kiemelt támogatásával.

## Működése
A Twan gyűjti össze a világ kiemelkedő természetfotósainak képeit, ezek a képek azután különböző kiállításokon és kiadványokban jelennek meg. Szerte a világban voltak már ilyen gyűjteményes kiállítások, így az Egyesült Államokban, Brazíliában, Chile-ben, Franciaországban, Németországban, Olaszországban, Törökországban, Algériában, Iránban, India, Thaiföld, Dél-Korea, Dél-Afrika és  Ausztrália területén. 2009-ben Magyarországon is elindult egy kiállítássorozat, amelynek szervezője Ladányi Tamás volt, aki ma is a Twan aktív tagja.

## Külső hivatkozások
- Képriport a „The World At Night” kiállítás megnyitójáról
- A világ éjszakai arca - csillagászati kiállítás a Nemzeti Múzeumban, 2009. október 5.